# Équilibre de Lindahl
On se place dans une économie où une entreprise produit un bien public et le vend au prix du marché. Il profite différemment à des consommateurs selon leurs fonctions d'utilité.

## Principe
Pour financer la quantité optimale de ce bien public (supposée connue), l'économiste suédois Erik Lindahl propose de faire payer à chaque consommateur un prix individualisé qui lui correspond (qui respecte ses préférences).
- L'autorité publique concernée (Etat, syndicat, association...) propose à chaque consommateur un prix unitaire. Suivant ce prix, le consommateur annonce la quantité de bien qu'il désire. Si la quantité n'est pas optimale, le prix est ajusté par l'autorité, et ainsi de suite.

- Chaque consommateur rationnel égalise alors son utilité marginale du bien public au prix unitaire qu'il souhaite payer jusqu'à ce que la quantité demandée soit optimale.

- Le système de prix obtenu constitue l'équilibre de Lindahl. On obtient le prix total versé par un consommateur en multipliant le prix individuel par la quantité optimale de bien public.

## Résolution mathématique
Soit une économie comprenant K consommateurs, un bien public noté C, vendu au prix {\displaystyle p_{C}}  et un bien marchand noté M, vendu au prix {\displaystyle p_{M}}. Chaque consommateur k dispose d'un revenu noté {\displaystyle R_{k}} et consomme des quantités de biens indicées par k suivant une fonction d'utilité notée {\displaystyle U_{k}(C_{k},M_{k})} (qui dépend des quantités consommées).
On note {\displaystyle {\bar {C}}} la quantité de bien public à l'optimum de Pareto.
Selon le comportement individualiste classique, chaque consommateur maximise son utilité sous sa contrainte:
{\displaystyle P_{k}{\begin{cases}{\text{Max}}&U_{k}(C_{k},M_{k})\\{\text{S/C}}&R_{k}=p_{M}M_{k}+p_{C}^{k}C_{k}\end{cases}}} {\displaystyle \forall k\in \{1,...,K\}}
En optimisant par un lagrangien le programme, on trouve {\displaystyle C_{k}^{d}} la demande en bien public du consommateur k. On a alors K marchés et:
- Si {\displaystyle C_{k}^{d}>{\bar {C}}} alors le prix individuel {\displaystyle p_{C}^{k}} est trop faible.
- Si {\displaystyle C_{k}^{d}<{\bar {C}}} alors le prix individuel {\displaystyle p_{C}^{k}} est trop élevé.

Tous les {\displaystyle p_{C}^{k}} s'ajustent pour que {\displaystyle C_{k}^{d}={\bar {C}}} , {\displaystyle \forall k}
Le prix total payé par l'individu k sera: {\displaystyle p_{C}^{k}{\bar {C}}}.
De plus, comme on est à l'optimum:
{\displaystyle \sum _{k=1}^{K}p_{C}^{k}{\bar {C}}=p_{C}{\bar {C}}}.
Dans la réalité, on part de la quantité optimale pour déterminer le prix  individuels {\displaystyle p_{C}^{k}}.

## Exemple
Le syndic d'un immeuble de six copropriétaires envisage de construire un ascenseur commun pour tous.
L'immeuble compte trois étages occupés chacun par deux des copropriétaires.
Le prix du bien public consommé en quantités {\displaystyle A} (comme ascenseur) est {\displaystyle p_{A}=60000}.
Le prix du bien marchand consommé en quantités {\displaystyle M} est {\displaystyle p_{M}=1} (pour simplifier).
On suppose que l'utilité d'un copropriétaire dépend uniquement de son étage. Ainsi, si on note {\displaystyle t_{k}} l'étage du copropriétaire {\displaystyle k}, sa fonction d'utilité est: {\displaystyle U_{k}=M_{k}+10000t_{k}{\sqrt {A}}} (plus l'étage est haut, plus l'utilité tirée est importante).
- Il est judicieux de vérifier que, dans cette situation, l'optimum de Pareto est bien en {\displaystyle A=1} (choix du syndic).

- On égalise les demandes en bien public de chaque individu à la quantité optimale: {\displaystyle A_{k}^{d}={\bar {A}}=1} , {\displaystyle \forall k}
- Ici, maximiser la fonction d'utilité, revient à égaliser le TMS de M vers A pour chaque individu au rapport des prix (en intégrant le prix individuel du bien public): {\displaystyle {\frac {dU_{k}/dA}{dU_{k}/dM}}={\frac {p_{A}^{k}}{p_{M}}}}

Mais ici l'exemple simple permet d'écrire: {\displaystyle {\frac {dUk}{dA}}=p_{A}^{k}}
On résout donc 6 équations (pour 6 marchés) à 6 inconnues, ou {\displaystyle {\frac {5000t_{k}}{\sqrt {A}}}=p_{C}^{k}}, {\displaystyle \forall k\in \{1,...,6\}} et {\displaystyle A={\bar {A}}=1}
L'équilibre de Lindahl est donc {\displaystyle {\begin{cases}p_{A}^{1}=p_{A}^{2}=5000\\p_{A}^{3}=p_{A}^{4}=10000\\p_{A}^{5}=p_{A}^{6}=15000\end{cases}}}
La somme des prix individuels finance entièrement le prix d'un ascenseur: {\displaystyle \sum _{k=1}^{6}p_{A}^{k}=p_{A}}
On constate que les copropriétaires des premiers étages payent moins cher que ceux sous les toits, car ils estiment en avoir moins l'utilité. Ce financement est peut-être juste socialement mais sera difficile à mettre en place dans la réalité.

## Problèmes empiriques
Puisqu'on a K marchés, plus ce nombre est grand, plus les prix individualisés se multiplient et sont difficilement envisageables (K doit donc être petit).
Toute communication entre 2 consommateurs est interdite, ce qui, dans la réalité est quasiment impensable, chacun cherchant à réduire le prix qu'il va effectivement payer en demandant à son voisin.